# De Klimaatkar
De Klimaatkar was een Nederlands latenight-programma van omroep PowNed uit november 2021, waarin een interview met een gast wordt uitgezonden.
In elke aflevering heeft Rutger Castricum een gesprek met een bijrijder met wie hij de klimaatcrisis bespreekt tijdens de klimaattop in Glasgow.

## Afleveringen
Achtereenvolgens zijn Dolf Jansen, Gerrit Hiemstra, Caroline van der Plas, Marjan Minnesma, Diederik Jekel, Wybren van Haga, Dilan Yeşilgöz-Zegerius, Sander Schimmelpenninck en Ruben van der Meer te gast geweest.